# Pelosia tetrasticta
Pelosia tetrasticta är en fjärilsart som beskrevs av George Francis Hampson 1900. Pelosia tetrasticta ingår i släktet Pelosia och familjen björnspinnare. Inga underarter finns listade i Catalogue of Life.